# Tiro esportivo nos Jogos Pan-Americanos de 2023 - Carabina de ar 10 m masculino
A competição da carabina de ar 10 m masculino do tiro esportivo nos Jogos Pan-Americanos de 2023 foi disputada em 21 de outubro de 2023 no Polígono de Tiro, em Pudahuel. Um total de 26 atiradores de 14 Comitês Olímpicos Nacionais (CON) participaram do evento.

## Calendário
Horário local (UTC−3).
| Data          | Hora  | Fase           |
| ------------- | ----- | -------------- |
| 21 de outubro | 11:00 | Qualificatória |
| 21 de outubro | 14:30 | Final          |

## Medalhistas
| Ouro   | MEX Edson Ramirez    |
| Prata  | USA Rylan Kissell    |
| Bronze | PER Cristian Morales |

## Resultados

### Qualificatória
Os oito primeiros atiradores se classificam para a final.
| Pos. | Atirador            | CON                                 | 1     | 2     | 3     | 4     | 5     | 6     | Total | Notas |
| ---- | ------------------- | ----------------------------------- | ----- | ----- | ----- | ----- | ----- | ----- | ----- | ----- |
| 1    | Edson Ramirez       | MEX México                          | 104.8 | 106.3 | 105.7 | 104.8 | 105.7 | 105.1 | 632.4 | Q,    |
| 2    | Rylan Kissell       | USA Estados Unidos                  | 103.6 | 104.2 | 104.1 | 105.2 | 104.7 | 104.7 | 626.5 | Q     |
| 3    | Marcelo Gutiérrez   | ARG Argentina                       | 104.1 | 104.3 | 104.0 | 104.5 | 103.4 | 104.6 | 624.9 | Q     |
| 4    | Gavin Barnick       | USA Estados Unidos                  | 104.4 | 103.1 | 104.7 | 104.0 | 104.5 | 103.9 | 624.6 | Q     |
| 5    | Carlos Quezada      | MEX México                          | 104.8 | 105.1 | 102.6 | 103.5 | 103.2 | 104.1 | 623.3 | Q     |
| 6    | Alexis Eberhardt    | ARG Argentina                       | 101.3 | 103.5 | 104.7 | 105.6 | 103.3 | 104.6 | 623.0 | Q     |
| 7    | Cristian Morales    | PER Peru                            | 101.5 | 104.2 | 104.4 | 100.1 | 104.7 | 103.6 | 618.5 | Q     |
| 8    | Julio Iemma         | VEN Venezuela                       | 103.0 | 103.0 | 104.0 | 103.0 | 102.9 | 102.2 | 618.1 | Q     |
| 9    | Douglas Oliva       | EAI Equipe de Atletas Independentes | 103.5 | 103.4 | 102.6 | 102.5 | 104.3 | 101.5 | 617.8 |       |
| 10   | Timothy Sherry      | USA Estados Unidos                  | 103.3 | 103.5 | 103.1 | 100.7 | 104.0 | 102.4 | 617.0 |       |
| 11   | Israel Gutiérrez    | ESA El Salvador                     | 101.7 | 102.7 | 103.5 | 102.1 | 104.1 | 102.5 | 616.6 |       |
| 12   | Diego Morín         | PER Peru                            | 102.5 | 102.6 | 103.1 | 102.2 | 103.7 | 102.0 | 616.1 |       |
| 13   | Daniel Vidal        | CHI Chile                           | 102.5 | 102.8 | 103.3 | 102.8 | 102.5 | 101.8 | 615.7 |       |
| 14   | Rainier Quintanilla | CUB Cuba                            | 101.4 | 100.4 | 103.9 | 104.5 | 102.0 | 102.9 | 615.1 |       |
| 15   | Allan Márquez       | EAI Equipe de Atletas Independentes | 103.9 | 100.9 | 102.9 | 101.5 | 103.1 | 102.4 | 614.7 |       |
| 16   | Anyelo Parada       | CHI Chile                           | 102.0 | 100.1 | 103.0 | 103.0 | 103.6 | 102.3 | 614.0 |       |
| 17   | Milton Camacho      | ECU Equador                         | 99.7  | 102.7 | 102.5 | 102.7 | 104.7 | 101.5 | 613.8 |       |
| 18   | Gustavo Enríquez    | PUR Porto Rico                      | 102.4 | 102.3 | 102.2 | 102.3 | 100.8 | 103.4 | 613.4 |       |
| 19   | Alexander Molerio   | CUB Cuba                            | 101.6 | 100.2 | 101.8 | 104.8 | 102.5 | 102.0 | 612.9 |       |
| 20   | Tye Ikeda           | CAN Canadá                          | 100.3 | 100.1 | 102.2 | 104.7 | 101.3 | 103.6 | 612.2 |       |
| 21   | Diego Santamaria    | ESA El Salvador                     | 102.2 | 103.3 | 102.7 | 100.9 | 101.9 | 101.2 | 612.2 |       |
| 22   | Rudi Lausarot       | URU Uruguai                         | 102.6 | 102.6 | 100.2 | 101.7 | 102.2 | 101.9 | 611.2 |       |
| 23   | Eyvin López         | PUR Porto Rico                      | 100.0 | 103.3 | 100.9 | 102.2 | 103.2 | 100.6 | 610.2 |       |
| 24   | Cassio Rippel       | BRA Brasil                          | 101.3 | 102.6 | 100.9 | 101.4 | 101.4 | 100.4 | 608.0 |       |
| 25   | Eduardo Sampaio     | BRA Brasil                          | 100.9 | 100.1 | 100.8 | 101.8 | 102.7 | 101.4 | 607.7 |       |
| 26   | Jhon Hurtado        | ECU Equador                         | 99.9  | 97.1  | 100.0 | 98.6  | 98.2  | 98.1  | 591.9 |       |

### Final
| Pos.              | Atirador              | 1º estágio | 1º estágio | 2º estágio – eliminação | 2º estágio – eliminação | 2º estágio – eliminação | 2º estágio – eliminação | 2º estágio – eliminação | 2º estágio – eliminação | 2º estágio – eliminação | Total | Notas |
| ----------------- | --------------------- | ---------- | ---------- | ----------------------- | ----------------------- | ----------------------- | ----------------------- | ----------------------- | ----------------------- | ----------------------- | ----- | ----- |
| Medalha de ouro   | MEX Edson Ramirez     | 50.7       | 101.9      | 122.7                   | 143.0                   | 164.1                   | 184.8                   | 205.2                   | 225.5                   | 10.8 9.2                | 245.5 |       |
| Medalha de prata  | USA Rylan Kissell     | 51.4       | 103.5      | 124.7                   | 145.3                   | 165.9                   | 185.6                   | 206.0                   | 226.2                   | 10.5 8.7                | 245.4 |       |
| Medalha de bronze | PER Cristian Morales  | 50.0       | 101.6      | 123.2                   | 144.0                   | 164.3                   | 184.8                   | 205.5                   | 10.4 9.2                | —                       | 225.1 |       |
| 4                 | MEX Carlos Quezada    | 50.8       | 102.0      | 122.7                   | 143.8                   | 164.2                   | 164.2                   | 10.7 10.3               | —                       | —                       | 204.8 |       |
| 5                 | USA Gavin Barnick     | 51.3       | 103.2      | 124.1                   | 144.1                   | 164.3                   | 9.9 9.3                 | —                       | —                       | —                       | 183.5 |       |
| 6                 | ARG Alexis Eberhardt  | 50.5       | 102.0      | 122.6                   | 122.6                   | 10.5 9.8                | —                       | —                       | —                       | —                       | 164.0 |       |
| 7                 | ARG Marcelo Gutiérrez | 50.3       | 101.6      | 121.8                   | 9.8 10.3                | —                       | —                       | —                       | —                       | —                       | 141.9 |       |
| 8                 | VEN Julio Iemma       | 50.1       | 100.8      | 10.1                    | —                       | —                       | —                       | —                       | —                       | —                       | 121.0 |       |